# Епархия Мар-дель-Платы
Епархия Мар-дель-Платы (лат. Dioecesis Maris Platensis) — епархия Римско-Католической церкви с центром в городе Мар-дель-Плата, Аргентина. Епархия Мар-дель-Платы входит в митрополию Ла-Платы. Кафедральным собором епархии Мар-дель-Платы является церковь святых Петра и Цецилии.

## История
11 февраля 1957 года Папа Римский Пий XII выпустил буллу «Quandoquidem adoranda», которой учредил епархию Мар-дель-Платы, выделив её из епархии Баия-Бланки (сегодня — архиепархия) и архиепархии Ла-Платы.
27 марта 1980 года епархия Мар-дель-Платы передала часть своей территории для образования епархии Часкомуса.

## Ординарии епархии
- епископ Энрике Рау (13.03.1957 — 11.08.1971, до смерти);
- епископ Эдуардо Франсиско Пиронио (19.04.1972 — 20.09.1975, назначен про-префектом Конгрегации по делам институтов посвящённой жизни и обществ апостольской жизни);
- епископ Ромуло Гарсия (19.01.1976 — 31.05.1991, назначен архиепископом Баия-Бланки);
- епископ Хосе Мария Аранседо (19.11.1991 — 13.02.2003), назначен архиепископом Санта-Фе-де-ла-Вера-Крус);
- епископ Хуан Альберто Пуиджари (7.06.2003 — 4.11.2010, назначен архиепископом Параны);
- епископ Антонио Марино (6.04.2011 — 18.07.2017, в отставке);
- епископ Габриэль Антонио Местре (18.07.2017 — 28.07.2023, назначен архиепископом Ла-Платы).